# جورج مور (لاعب كرة قدم)
جورج مور (بالإنجليزية: George Moore) (1 يناير 1884 بكوفنتري في المملكة المتحدة - ) هو لاعب كرة قدم بريطاني (وحمل سابقاً جنسية المملكة المتحدة لبريطانيا العظمى وأيرلندا) في مركز مهاجم داخلي. لعب مع برمنغهام سيتي ونونيتون بورو ‏ ونادي ليمنجتون.

## وصلات خارجية
- جورج مور على موقع قاعدة بيانات كرة القدم.إي يو (الإنجليزية)